# 池内幸司
池内 幸司（いけうち こうじ、1957年 - ）は、日本の土木工学者、建設・国土交通官僚。東京大学大学院工学系研究科教授。土木学会第113代会長。
元建設・国土交通技官。元国土交通省水管理・国土保全局長、技監。

## 経歴
出典
兵庫県出身。1976年、東京大学理科1類入学。1980年 東京大学大学院工学系研究科土木工学専攻進学。1982年 建設省入省（技官）。2011年 東京大学大学院工学系研究科社会基盤学専攻論文博士（工学）。2013年　国土交通省近畿地方整備局長。2014年7月 近畿地方整備局長を森昌文と交代し、森北佳昭の後任として水管理・国土保全局長。2015年7月 水管理・国土保全局長を金尾健司と交代し、徳山日出男の後任として国土交通省技監。
2016年　退官。同年、東京大学大学院工学系研究科社会基盤学専攻教授。
2018年　東京大学地球観測データ統融合連携研究機構機構長（2022年まで）
2024年　土木学会 次期会長に就任
2025年　土木学会 会長に就任